# Camí d'Esplugues (Castellterçol)
El Camí d'Esplugues és un antic camí dels termes municipals de Castellcir i Castellterçol, a la comarca del Moianès. Com en el cas de la major part de camins, el nom que els designa és clarament descriptiu. Es tracta del camí que mena a la masia d'Esplugues des de Castellterçol.
Arrenca de prop de l'extrem sud-oriental del Polígon industrial El Vapor, de Castellterçol, des d'on surt cap a llevant. Travessa el torrent de l'Àngel prop d'on hi ha dues casetes de captació d'aigües, travessa després el Xaragall dels Pollancres i arriba davant del camí d'accés a Cal Murri. En aquest lloc gira cap al nord-oest per travessar la Riera de Fontscalents i, per la dreta d'aquesta riera, remunta cap al nord-est. Agafant el trencall principal sempre -els altres menen a camps-, passa a migdia del Solell del Molí Nou, deixa el Molí Nou a migdia i la Vinyota al nord, i de seguida abandona el terme de Castellterçol per tal d'entrar en el de Castellcir. Deixa a migdia els camps del Molí Vell i aquest molí, passa per sota de la Quintana d'Esplugues, que queda al nord-oest del camí i damunt seu, i en poc tros arriba a la masia d'Esplugues.
També reben aquest nom els dos camins, vell i nou, que menen a Esplugues des del Carrer de l'Amargura, el Camí d'Esplugues del terme de Castellcir.